# ورطه
ورطه یا پرتگاه (به انگلیسی: The Abyss) فیلمی ماجراجویانه و علمی تخیلی محصول سال ۱۹۸۹ کشور آمریکا با نویسندگی و کارگردانی جیمز کامرون و با نقش آفرینی اد هریس، مری الیزابت ماسترانتونیو و مایکل بین است.

## داستان فیلم
در پی غرق شدن یک زیردریایی اتمی متعلق به کشور آمریکا در دریای کارائیب، تیم جستجو و بازیابی نیروی دریایی آمریکا همراه با خدمهٔ یک سکوی نفتی، در رقابتی در برابر کشتی‌های روسی سعی در یافتن و بازیابی زیردریایی غرق شده دارند. اما در اعماق دریا آنها به چیزی غیرمنتظره برخورد می‌کنند.